# VV Volkegem
VV Volkegem is een Belgische voetbalclub uit Volkegem in Oudenaarde. De club is aangesloten bij de KBVB met stamnummer 8988 en heeft blauw en geel als kleuren. De club speelt al haar hele bestaan in de provinciale reeksen. De club speelt op terreinen in Volkegem, Leupegem en Nederename..

## Geschiedenis

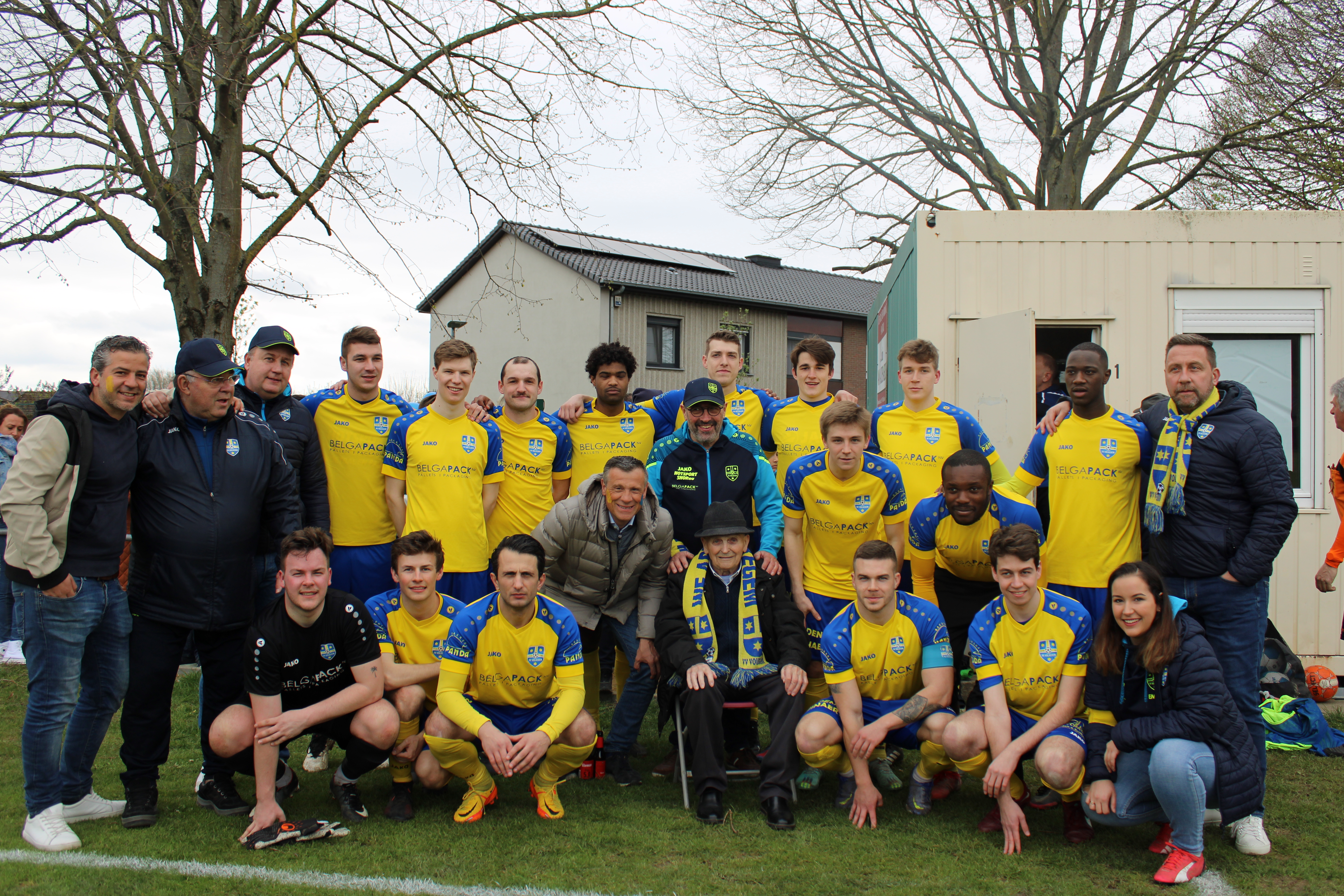
kampioenenploeg 2023

Tot eind de jaren '70 speelde amateurclub FC 't Roosje op een weide gelegen langs de Rekkemstraat, vlak bij café 't Roosje in Volkegem. Toen dit café eind jaren '70 werd onteigend voor de verbreding van de Rekkemstraat moest men op zoek naar een nieuwe locatie voor kleedkamers, lokaal en ook een nieuw terrein. Dat werd in 1980 gevonden achter de hoeve Ghijselinck aan het de la Kethulleplein. De club veranderde in 1980 de naam FC 't Roosje in VV Volkegem en nam zijn intrek in een nieuw gebouwde kantine met kleedkamers op het terrein aan het de la Kethulleplein. Tot 1985 speelde de club in Liefhebbersverbond (KBLBV). 
In 2000 werd het terrein aan het de la Kethulleplein verkocht door de eigenaar en moest de club op zoek naar een nieuw onderkomen. Uiteindelijk werd het jeugdterrein in de wijk Opperije-Hongerije de nieuwe stek voor de senioresploegen. Zo kwamen voor het eerst sinds 1987 alle ploegen weer op hetzelfde terrein terecht.  In 2008 werd ook de accommodatie van het voormalige DES Leupegem overgenomen. Dit was nodig om de groeiende jeugdwerking voldoende ruimte te geven. In 2016 nam de club ook het B-terrein van KFC Nederename in gebruik toen deze club de activiteiten stopzette. 
Op 1 juli 1985 maakte de club de overstap naar de KBVB, waar men stamnummer 8988 kreeg en van start ging in Vierde Provinciale, het allerlaagste niveau. Na interne onenigheid ontstond in 1987 een afzonderlijke vzw VV Volkegem Jeugd. De eerste ploeg kende een eerste succesje in 1990, toen men promoveerde naar Derde Provinciale. Eind jaren 90 kwam er toenadering tussen beide vzw's en VV Volkegem Jeugd hield ook op te bestaan. In 2003 zakte de club weer naar Vierde Provinciale. In 2010 steeg men weer naar Derde om dan het seizoen erna terug te zakken naar Vierde. In seizoen 2016/17 werd gestart met een A- en een B-ploeg in 4de provinciale. Zo kreeg de eigen jeugd de kans om ervaring op te doen in een eerste elftal. aan het einde van dat seizoen wist de club totaal onverwacht  te promoveren naar 3de provinciale. Als 6de in het klassement nam de A-ploeg deel aan de eindronde. De wedstrijd op Deftinge eindigde na verlengingen op 1-1. VVV verloor met penalty's, maar wist als beste verliezer van de eindronde toch te promoveren. Deze onverwachte promotie werd geen succes. Maar de basis was gelegd voor een ploeg die de komende jaren zou meestrijden voor promotie. In 2019/20 werd VVV kampioen met de A-ploeg na stopzetting van de competitie door corona. Na omrekening van het puntentotaal won VVV het pleit met 52.36 punten. Michelbeke strandde op de 2de plaats met 52 punten. Onze start in 3de provinciale in het daaropvolgende seizoen was schitterend. VVV stond gedeeld 4de op het moment dat de competitie werd stilgelegd omwille van Covid-19.
In seizoen 2021/22 moest de A-ploeg tot de laatste speeldag knokken om het behoud te verzekeren. Met 10 gelijke spelen toonden de jongens dat ze sterk genoeg waren om mee te draaien in 3de provinciale. Het seizoen werd gekenmerkt door veel blessures en COVID-besmettingen zodat zelden met een basiself kon worden gespeeld. Op de laatste speeldag werd Velzeke met 3-1 verslagen en verzekerde de ploeg zich van een verlengd verblijf in 3de provinciale. 
Seizoen 2022/23 werd een hoogtepunt in de geschiedenis van de club. Drie wedstrijden voor het einde van de competitie werd het A-team kampioen. Met nagenoeg hetzelfde elftal dat het jaar voordien tot de laatste speeldag moest knokken om het behoud in 3de kroonde de A-ploeg zich totaal onverwacht tot kampioen in derde C.   
De jeugdwerking kende in de jaren '90 een eerste bloeiperiode. Jammer genoeg stroomden toen weinig eigen jeugdspelers door naar het eerste elftal. Rond de eeuwwisseling kende de jeugdwerking een serieuze dip. Er restten nog enkele jeugdploegen. Samenwerkingsverbanden met andere clubs kenden een wisselend succes. Maar onder impuls van enkele geëngageerde medewerkers werd rond 2005 een kentering ingezet. In 2020/21 brengt de club 15 jeugdteams in competitie en bereikt een 200-tal kinderen uit de omringende deelgemeenten.  

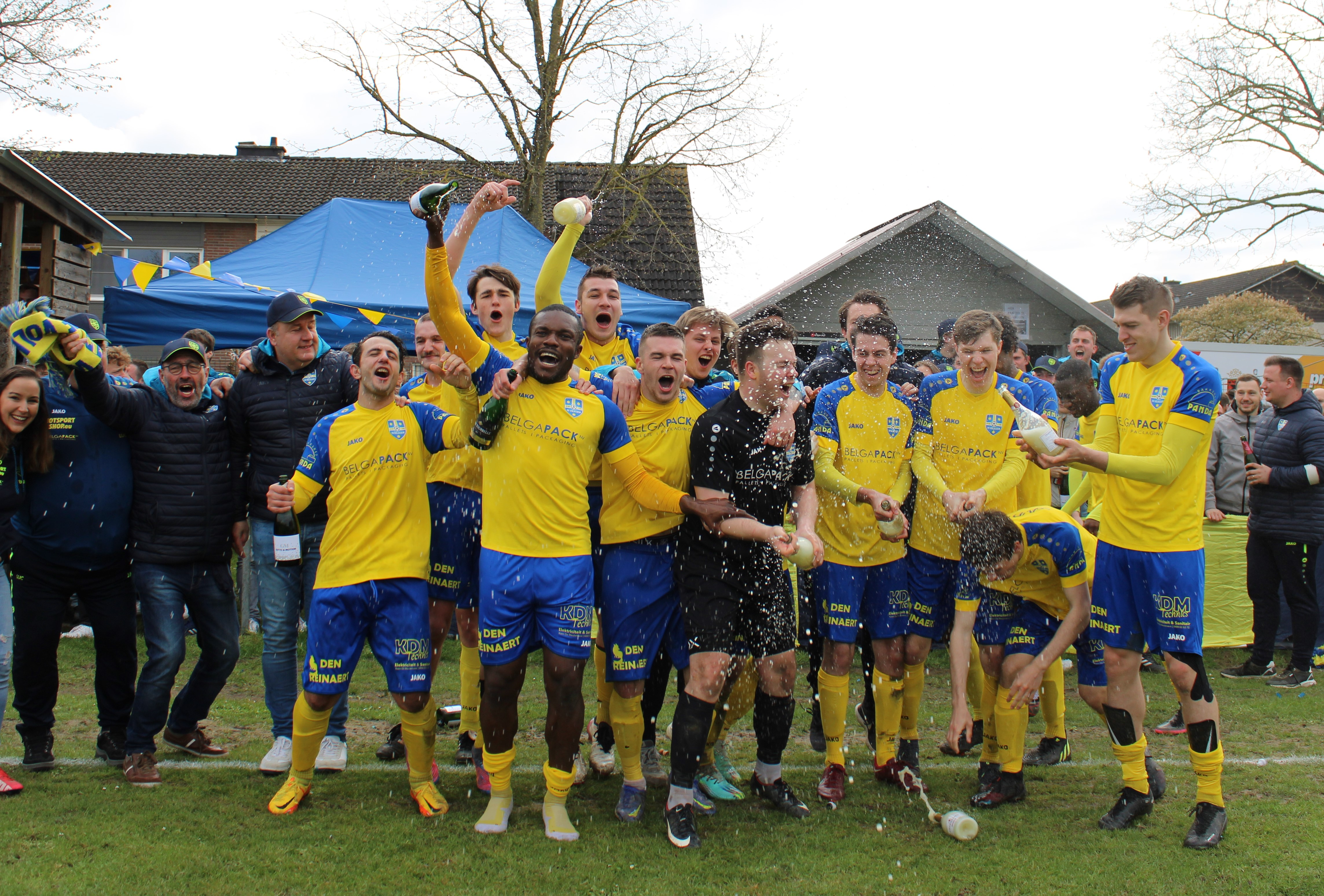

De jeugdwerking groeit gestaag en in 2022/23 komen liefst 19 jeugdploegen en 4 senioresteams in actie.

## Resultaten

### A-Ploeg
| Seizoen | Klasse | Klasse | Klasse | Klasse | Klasse | Klasse | Klasse | Klasse | Reeks              | Punten | Opmerkingen                                                                                        |
|         | I      | II     | III    | IV     | P.I    | P.II   | P.III  | P.IV   |                    |        | |
| ------- | ------ | ------ | ------ | ------ | ------ | ------ | ------ | ------ | ------------------ | ------ | -------------------------------------------------------------------------------------------------- |
| 2004/05 |        |        |        |        |        |        |        | 13     | Vierde Provinciale | 24     | |
| 2005/06 |        |        |        |        |        |        |        | 13     | Vierde Provinciale | 30     | |
| 2006/07 |        |        |        |        |        |        |        | 13     | Vierde Provinciale | 30     | |
| 2007/08 |        |        |        |        |        |        |        | 6      | Vierde Provinciale | 48     | |
| 2008/09 |        |        |        |        |        |        |        | 5      | Vierde Provinciale | 48     | |
| 2009/10 |        |        |        |        |        |        |        | 3      | Vierde Provinciale | 59     | promotie via eindronde                                                                             |
| 2010/11 |        |        |        |        |        |        | 16     |        | Derde Provinciale  | 19     | |
| 2011/12 |        |        |        |        |        |        |        | 9      | Vierde Provinciale | 30     | |
| 2012/13 |        |        |        |        |        |        |        | 14     | Vierde Provinciale | 20     | |
| 2013/14 |        |        |        |        |        |        |        | 11     | Vierde Provinciale | 36     | |
| 2014/15 |        |        |        |        |        |        |        | 10     | Vierde Provinciale | 31     | |
| 2015/16 |        |        |        |        |        |        |        | 12     | Vierde Provinciale | 31     | |
| 2016/17 |        |        |        |        |        |        |        | 6      | 4de prov B         | 45     | promotie vie eindronde                                                                             |
| 2017/18 |        |        |        |        |        |        | 16     |        | 3de prov C         | 8      | |
| 2018/19 |        |        |        |        |        |        |        | 6      | 4de prov B         | 45     | |
| 2019/20 |        |        |        |        |        |        |        | 1      | 4de prov B         | 52,36  | kampioen - stopzetting door coronapandemie 3 wedstrijden voor einde competitie - berekening punten |
| 2020/21 |        |        |        |        |        |        | 5      |        | 3de prov C         | 10     | stopzetting competitie na 5 wedstrijden                                                            |
| 2021/22 |        |        |        |        |        |        | 12     |        | 3de prov C         | 31     | |
| 2022/23 |        |        |        |        |        |        | 1      |        | 3de prov C         | 74     | kampioen 3 wedstrijden voor einde competitie                                                       |
| 2023/24 |        |        |        |        |        | 13     |        |        | 2de prov B         | 32     | |
| 2024/25 |        |        |        |        |        | 14     |        |        | 2de prov B         | 22     | |
| 2025/26 |        |        |        |        |        |        |        |        | 2de prov B         |        | |

### B-Ploeg
| Seizoen | Klasse | Klasse | Klasse | Klasse | Klasse | Klasse | Klasse | Klasse | Reeks      | Punten | Opmerkingen                                                                             |
|         | I      | II     | III    | IV     | P.I    | P.II   | P.III  | P.IV   |            |        |                                                                                         |
| ------- | ------ | ------ | ------ | ------ | ------ | ------ | ------ | ------ | ---------- | ------ | --------------------------------------------------------------------------------------- |
| 2016/17 |        |        |        |        |        |        |        | 10     | 4de prov C | 22     |                                                                                         |
| 2017/18 |        |        |        |        |        |        |        | 14     | 4de prov C | 28     |                                                                                         |
| 2018/19 |        |        |        |        |        |        |        | 6      | 4de prov C | 50     |                                                                                         |
| 2019/20 |        |        |        |        |        |        |        | 9      | 4de prov C | 30.26  | stopzetting door coronapandemie 3 wedstrijden voor einde competitie - berekening punten |
| 2020/21 |        |        |        |        |        |        |        | 9      | 4de prov B | 7      | stopzetting competitie na 5 wedstrijden                                                 |
| 2021/22 |        |        |        |        |        |        |        | 13     | 4de prov C | 21     |                                                                                         |
| 2022/23 |        |        |        |        |        |        |        | 13     | 4de prov C | 27     |                                                                                         |
| 2023/24 |        |        |        |        |        |        |        | 7      | 4de prov C | 49     |                                                                                         |

## Bekende (ex-)spelers
- Lander Van Steenbrugghe